# Agustín Sánchez Quesada
Agustín Sánchez Quesada, (Santa Cruz de Tenerife, Canarias; 30 de agosto de 1931-28 de noviembre de 2015) fue un futbolista español. Se desempeñaba en posición de delantero.

## Clubes
| Club                   | País   | Año       |
| ---------------------- | ------ | --------- |
| Real Unión de Tenerife | España |           |
| Atlético de Madrid     | España | 1952-1960 |
| Real Oviedo            | España | 1960-1962 |

## Palmarés

### Campeonatos nacionales
| Título       | Club               | País   | Año     |
| ------------ | ------------------ | ------ | ------- |
| Copa del Rey | Atlético de Madrid | España | 1959/60 |